# Miluca Sanz

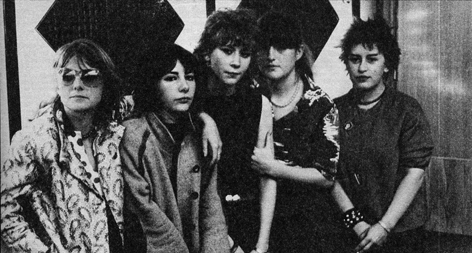
Grupo musical Las Chinas

Milagrosa Sanz Rueda (Segovia, 27 de noviembre de 1956), conocida como Miluca Sanz es una artista contemporánea española recolectora de imágenes y objetos para la construcción de sus pinturas y collages. Formó parte del grupo musical pop de los años 80, compuesto exclusivamente por mujeres denominado Las Chinas.

## Trayectoria
Licenciada en Historia del Arte por la Universidad Complutense de Madrid. “Master en Investigación en Arte y Creación” en la Facultad de Bellas Artes de la Universidad Complutense de Madrid finalizado con un TFM sobre “Diarios, fechas y calendarios”, tras realizar los cursos de doctorado prepara su tesis doctoral sobre “EL calendario como representación simbólica y estructura poética”.
En los años 80 formó parte del grupo musical de pop español, denominado Las Chinas, grupo formado íntegramente por mujeres. Con este grupo dieron conciertos por toda España, siendo Sanz la teclista del grupo. En esa época fundó junto con Luis Gómez-Escolar (su pareja), el sello discográfico Rara Avis, que produjo los sencillos de grupos como Objetivo Birmania, Kikí d'Akí y Los Elegantes, entre otros.
 

Dedicada a la pintura, ha realizado numerosas exposiciones, según sus palabrasː
Mi trabajo ha estado siempre relacionado con el collage y con lo cotidiano, y últimamente uno ambos en DIARIOS, pero no entendidos como diarios personales, (aunque como dice Fellini : “Nada es autobiográfico y todo es autobiográfico”) sino como diarios del mundo….utilizando el tiempo como materia del arte, como medio de acercarse a la realidad, observarla y entenderla. Son diarios inventados que permiten vivir otras vidas a través de ellos.
Dentro de las actividades de la asociación de artistas de Madrid AVAM, presentó el proceso de creación y desarrollo del proyecto “Diario enterrado en el Sáhara” en Matadero de Madrid en el año 2013.

## Exposiciones
Desde los años 80 ha realizado numerosas exposiciones en instituciones y galerías de arte. Los diarios es un tema recurrente en su obra, bajo diferentes puntos de vista, y  diferentes formas de expresión literaria y plástica.

### Individuales
Diario de otros, Diario de una foto, Diarios de primavera, verano, otoño, invierno, La sonrisa de los caracoles, El mundo no es un lugar, La montaña abandonada, El silencio en la pintura, Colección Primavera-verano, Casi exposición, "Piedras, diarios y demás naturalezas" en Matadero de Madrid en el año 2018.

### Colectivas
Son numerosas las exposiciones colectivas en las que ha participado, entre otrasː Viajes con el Marqués, Gabinete Verne, El papel de la movida, Se alquila Mercado, Cruzados, La Movida, “Se alquila” cuerpo, Los colores de la música, Lo prohibido, Primer abierto de Cruce, Museo portátil, Salón refractario, La cueva de ali-baba, Glam zelestial y en el año 2020 en el Centro Conde Duque de Madrid la exposición titulada Letanía de Madrid, exposición dedicada al libro infantil.

## Publicaciones
En el ámbito editorial cuenta con libros de collages como "Diario de cualquiera" (Ed.Vuelapluma) y "Diario gastado" (Ed. Libroz); con serigrafías editadas con "Ediciones del Sur" (Granada), Galería Sen (Madrid), y CAI (Zaragoza). Diario enterrado en el Sahara presentado en Matadero de Madrid en el año 2013.
Participa en varias ediciones de la feria Masquelibros, en dicha feria tienen cabida todos los proyectos artísticos creados en torno al libro objeto y sus elementos.
Además realiza ilustraciones en diferentes publicaciones como "El País, "El Europeo", "Marie Claire", "Clandestino" o "Condados de Niebla". Ha realizado también collages digitales para el Museo Guggenheim (Bilbao) y Thyssen (Madrid); dibujos y diseño de logotipos: "La Nardo", "Kikí d'Akí", "Rara Avis”; portadas de discos: "Acid Spain”.